# Стійкість гірських порід
Стійкість гірських порід (рос. устойчивость горных пород, англ. stability of rock, нім. Standfestigkeit f der Gesteinen) — здатність порід зберігати рівновагу при їх оголенні. Визначається структурою, фізико-механічними властивостями порід та напруженнями, що виникають у них. Розділяють породи на групи: дуже нестійкі (не допускають оголення покрівлі та боків виробки без кріплення — сипкі, пухкі та пливунні породи), нестійкі (допускають невеликі за площею оголення покрівлі, боків виробки та вимагають підтримання безпосередньо за вийманням), середньої стійкості (допускають оголення на відносно невеликій площі без підтримання безпосередньо за вийманням, вимагають підтримання через деякий час), стійкі (допускають значне оголення та вимагають кріплення лише в окремих місцях), дуже стійкі (допускають великі площі оголення та не вимагають підтримання).
Для прогнозування стійкості порід на стінці свердловини використовуються критерії пошкодження порід: Мору-Куломба і Дракера-Прейджера, а для оцінки тримірної міцності порід — модифікований критерій Лейда (Прогнозування стійкості порід на стінці свердловини з використанням модифікованого критерію Лейда).